# Coupe Memorial 2011
Navigation
Édition précédente Édition suivante
L'édition 2011 de la Coupe Memorial est présenté du 20 au 29 mai 2011 à Mississauga, dans la province de l'Ontario. Elle regroupe les champions de chacune des divisions de la Ligue canadienne de hockey, soit la Ligue de hockey junior majeur du Québec (LHJMQ), la Ligue de hockey de l'Ontario (LHO) et la Ligue de hockey de l'Ouest (LHOu).

## Équipes participantes
- Les Sea Dogs de Saint-Jean représentent la Ligue de hockey junior majeur du Québec.
- L'Attack d'Owen Sound représente la Ligue de hockey de l'Ontario.
- Le Ice de Kootenay représente la Ligue de hockey de l'Ouest.
- Les St. Michael's Majors de Mississauga de la LHO représentent l'équipe hôte.

## Classement de la ronde Préliminaire
La première équipe est qualifiée directement pour la finale. Les deux équipes suivantes se rencontrent en demi-finale.
| Clt   | Équipe                              | PJ | V | D | BP | BC | Pts |
| ----- | ----------------------------------- | -- | - | - | -- | -- | --- |
| +001, | Sea Dogs de Saint-Jean              | 3  | 2 | 1 | 11 | 10 | 4   |
| +002, | St. Michael's Majors de Mississauga | 3  | 2 | 1 | 8  | 6  | 4   |
| +003, | Attack d'Owen Sound                 | 3  | 1 | 2 | 8  | 6  | 2   |
| +004, | Ice de Kootenay                     | 3  | 1 | 2 | 6  | 11 | 2   |

- Finaliste
- Demi-finaliste

## Effectifs
Voici la liste des joueurs représentant chaque équipe.
| no | Nom                 | Poste |
| -- | ------------------- | ----- |
| 2  | Dylan DeMelo        | D     |
| 4  | Justin Shugg        | A     |
| 5  | Stuart Percy        | D     |
| 6  | Michael D'Orazio    | D     |
| 7  | Alex Cord           | D     |
| 8  | Derek Shoenmakers   | A     |
| 10 | Brett Fleming       | D     |
| 11 | Casey Cizikas       | A     |
| 12 | Jamie Wise          | A     |
| 13 | Maxim Kitsyn        | A     |
| 14 | Corey Bureau        | A     |
| 15 | David Corrente      | D     |
| 16 | Joseph Cramarossa   | A     |
| 17 | Justin Rasmussen    | A     |
| 19 | Jordan Mayer        | A     |
| 22 | Marc Cantin         | D     |
| 23 | Devante Smith-Pelly | A     |
| 24 | Gregg Sutch         | A     |
| 25 | Riley Brace         | A     |
| 26 | Rob Flick           | A     |
| 27 | Mika Partanen       | A     |
| 28 | Chris DeSousa       | A     |
| 31 | Mickael Audette     | G     |
| 34 | J. P. Anderson      | G     |

| no | Nom                 | Poste |
| -- | ------------------- | ----- |
| 2  | Keevin Cutting      | D     |
| 3  | Greg Staeger        | D     |
| 4  | Jay Gilbert         | D     |
| 6  | Brayden Rose        | D     |
| 7  | Jarrod Maidens      | A     |
| 8  | Roman Berdnikov     | A     |
| 9  | Gemel Smith         | A     |
| 10 | Robby Mignardi      | A     |
| 11 | Cameron Brace       | A     |
| 12 | Jesse Blacker       | D     |
| 15 | Andrew Shaw         | A     |
| 17 | Garrett Wilson      | A     |
| 18 | Joey Hishon         | A     |
| 19 | Andrew Fritsch      | A     |
| 20 | Brendan Childerley  | A     |
| 21 | Holden Cook         | A     |
| 22 | Matt Petgrave       | D     |
| 24 | Matt Stanisz        | D     |
| 25 | Daniel Zweep        | A     |
| 26 | Geoffrey Schemitsch | D     |
| 28 | Mike Halmo          | A     |
| 29 | Kurtis Gabriel      | A     |
| 35 | Michael Zador       | G     |
| 37 | Liam Heelis         | A     |
| 40 | Scott Stajcer       | G     |

| no | Nom               | Poste |
| -- | ----------------- | ----- |
| 1  | Mackenzie Skapski | G     |
| 2  | Hayden Rintoul    | D     |
| 3  | Brayden McNabb    | D     |
| 4  | James Martin      | D     |
| 5  | Jagger Dirk       | D     |
| 6  | Luke Paulsen      | D     |
| 7  | Kevin King        | A     |
| 8  | Adam Rossignol    | A     |
| 9  | Cody Eakin        | A     |
| 11 | Matt Fraser       | A     |
| 12 | Sam Reinhart      | A     |
| 14 | Mike Simpson      | D     |
| 15 | Steele Boomer     | A     |
| 17 | Elgin Pearce      | A     |
| 18 | Jesse Ismond      | A     |
| 19 | Drew Czerwonka    | A     |
| 20 | Joe Antilla       | A     |
| 21 | Brock Montgomery  | A     |
| 22 | Erik Benoit       | A     |
| 23 | Max Reinhart      | A     |
| 24 | Joey Leach        | D     |
| 25 | Brendan Hurley    | A     |
| 27 | John Neilbrandt   | D     |
| 29 | Brett Teskey      | G     |
| 31 | Nathan Lieuwen    | G     |

| no | Nom                       | Poste |
| -- | ------------------------- | ----- |
| 1  | Jacob De Serres           | G     |
| 4  | Éric Gélinas              | D     |
| 5  | Gabriel Bourret           | D     |
| 6  | Jason Seed                | D     |
| 7  | Zack Phillips             | A     |
| 9  | Stephen MacAulay          | A     |
| 10 | Michael Kirkpatrick       | A     |
| 11 | Jonathan Huberdeau        | A     |
| 13 | Tomas Jurco               | A     |
| 14 | Jason Cameron             | A     |
| 15 | Scott Oke                 | A     |
| 16 | Steven Anthony            | A     |
| 17 | Mike Thomas               | A     |
| 18 | Danick Gauthier           | A     |
| 19 | Ryan Tesink               | A     |
| 21 | Kevin Gagné               | D     |
| 22 | Aidan Kelly               | A     |
| 23 | Pierre Durepos            | D     |
| 25 | Alexandre Beauregard      | A     |
| 28 | Nathan Beaulieu           | D     |
| 35 | Mathieu Corbeil-Theriault | G     |
| 47 | Simon Després             | D     |
| 97 | Stanislav Galiev          | A     |

## Résultats

### Résultats du tour préliminaire
| 20 mai | Saint-Jean | 4-3 (2-2, 1-0, 1-1) | Mississauga | Hershey Centre 5 429 spectateurs |

| Feuille de match | Feuille de match | Feuille de match            | Feuille de match | Feuille de match                                                   |
| ---------------- | --- | --------------------------- | --- | ------------------------------------------------------------------ |
|                  | T. Jurco (S. Galiev) — 1 min 44 s J. Huberdeau (M. Kirkpatrick, N. Beaulieu) — 17 min 35 s (SN) M. Kirkpatrick — 26 min 58 s (SN) N. Beaulieu (M. Kirkpatrick, J. Huberdeau) — 48 min (SN) | 1-0 1-1 1-2 2-2 3-2 4-2 4-3 | C. Cizikas (S. Percy, D. Smith-Pelly) — 7 min 7 s D. Smith-Pelly (S. Percy, J. Shugg) — 13 min 55 s (SN) C. Cizikas (D. Smith-Pelly, S. Percy) — 48 min 33 s (SN) | Arbitrage : Scott Ferguson et Matt Kirk Jesse Wilmot et Matt Traub |
| J. DeSerres      | Gardiens | J. P. Anderson              | | Arbitrage : Scott Ferguson et Matt Kirk Jesse Wilmot et Matt Traub |
| 22 min           | Pénalités | 24 min                      | | Arbitrage : Scott Ferguson et Matt Kirk Jesse Wilmot et Matt Traub |
| 31               | Tirs | 27                          | | Arbitrage : Scott Ferguson et Matt Kirk Jesse Wilmot et Matt Traub |

| 21 mai | Owen Sound | 5-0 (1-0, 1-0, 3-0) | Kootenay | Hershey Centre 5 429 spectateurs |

| Feuille de match | Feuille de match | Feuille de match    | Feuille de match | Feuille de match                                                          |
| ---------------- | --- | ------------------- | ---------------- | ------------------------------------------------------------------------- |
|                  | R. Mignardi (A. Shaw, K. Cutting) — 16 min 49 s R. Berdnikov (M. Halmo, K. Cutting) — 23 min 30 s R. Mignardi (A. Shaw) — 52 min 29 s (IN) A. Fritsch (R. Berdnikov, M. Halmo) — 56 min 23 s (SN) G. Wilson (G. Schemitsch, M. Petgrave) — 57 min 27 s (SN) | 1-0 2-0 3-0 4-0 5-0 | -                | Arbitrage : Dominick Bédard et Dave Lewis Jordan Browne et Kevin Hastings |
| J. Binnington    | Gardiens | N. Lieuwen          |                  | Arbitrage : Dominick Bédard et Dave Lewis Jordan Browne et Kevin Hastings |
| 14 min           | Pénalités | 29 min              |                  | Arbitrage : Dominick Bédard et Dave Lewis Jordan Browne et Kevin Hastings |
| 33               | Tirs | 29                  |                  | Arbitrage : Dominick Bédard et Dave Lewis Jordan Browne et Kevin Hastings |

| 22 mai | Mississauga | 2-1 (1-1, 0-0, 1-0) | Kootenay | Hershey Centre 5 429 spectateurs |

| Feuille de match | Feuille de match                                                                               | Feuille de match | Feuille de match                                    | Feuille de match                                                |
| ---------------- | ---------------------------------------------------------------------------------------------- | ---------------- | --------------------------------------------------- | --------------------------------------------------------------- |
|                  | M. Kitsyn (R. Flick, M. Cantin) — 9 min 18 s R. Flick (D. Smith-Pelly, R. Brace) — 51 min 51 s | 0-1 1-1 2-1      | C. Eakin (J. Leach, D. Czerwonka) — 7 min 55 s (SN) | Arbitrage : Dave Lewis et Matt Kirk Ryan Lachine et Sean Pindar |
| J. P. Anderson   | Gardiens                                                                                       | N. Lieuwen       |                                                     | Arbitrage : Dave Lewis et Matt Kirk Ryan Lachine et Sean Pindar |
| 8 min            | Pénalités                                                                                      | 14 min           |                                                     | Arbitrage : Dave Lewis et Matt Kirk Ryan Lachine et Sean Pindar |
| 34               | Tirs                                                                                           | 33               |                                                     | Arbitrage : Dave Lewis et Matt Kirk Ryan Lachine et Sean Pindar |

| 23 mai | Owen Sound | 2-3 (pr) (2-0, 0-1, 0-1, 0-1) | Saint-Jean | Hershey Centre 5 429 spectateurs |

| Feuille de match | Feuille de match                                                                        | Feuille de match    | Feuille de match | Feuille de match                                                          |
| ---------------- | --------------------------------------------------------------------------------------- | ------------------- | --- | ------------------------------------------------------------------------- |
|                  | M. Petgrave (A. Shaw) — 6 min 36 s A. Shaw (M. Halmo, G. Schemitsch) — 14 min 23 s (SN) | 1-0 2-0 2-1 2-2 2-3 | S. Galiev (T. Jurco) — 33 min 49 s (SN) T. Jurco (É. Gélinas, Z. Phillips) — 56 min 33 s J. Huberdeau (M. Kirkpatrick) — 77 min 35 s | Arbitrage : Scott Ferguson et Dominick Bédard Sean Pindar et Jesse Wilmot |
| J. Binnington    | Gardiens                                                                                | J. DeSerres         | | Arbitrage : Scott Ferguson et Dominick Bédard Sean Pindar et Jesse Wilmot |
| 18 min           | Pénalités                                                                               | 20 min              | | Arbitrage : Scott Ferguson et Dominick Bédard Sean Pindar et Jesse Wilmot |
| 49               | Tirs                                                                                    | 44                  | | Arbitrage : Scott Ferguson et Dominick Bédard Sean Pindar et Jesse Wilmot |

| 24 mai | Kootenay | 5-4 (pr) (0-0, 2-2, 2-2, 1-0) | Saint-Jean | Hershey Centre 5 429 spectateurs |

| Feuille de match | Feuille de match | Feuille de match                    | Feuille de match | Feuille de match                                                      |
| ---------------- | --- | ----------------------------------- | --- | --------------------------------------------------------------------- |
|                  | D. Czerwonka (J. Martin, M. Reinhart) — 33 min 13 s (SN) K. King (B. McNabb, M. Reinhart) — 35 min 10 s (SN) J. Ismond (K. King, C. Eakin) — 40 min 23 s M. Fraser (M. Reinhart, B. McNabb) — 47 min 19 s (SN) M. Fraser (M. Reinhart) — 63 min 55 s | 0-1 0-2 1-2 2-2 3-2 3-3 4-3 4-4 5-4 | R. Tesink (Z. Phillips, G. Bourret) — 21 min 26 s T. Jurco (S. Galiev) — 25 min 33 s K. Gagné (J. Huberdeau, N. Beaulieu) — 42 min 10 s T. Jurco (Z. Phillips) — 59 min 45 s | Arbitrage : Dave Lewis et Scott Ferguson Matt Traub et Kevin Hastings |
| N. Lieuwen       | Gardiens | M. Corbeil-Thériault                | | Arbitrage : Dave Lewis et Scott Ferguson Matt Traub et Kevin Hastings |
| 6 min            | Pénalités | 12 min                              | | Arbitrage : Dave Lewis et Scott Ferguson Matt Traub et Kevin Hastings |
| 45               | Tirs | 23                                  | | Arbitrage : Dave Lewis et Scott Ferguson Matt Traub et Kevin Hastings |

| 25 mai | Mississauga | 3-1 (1-0, 1-1, 1-0) | Owen Sound | Hershey Centre 5 429 spectateurs |

| Feuille de match | Feuille de match | Feuille de match | Feuille de match                           | Feuille de match                                                       |
| ---------------- | --- | ---------------- | ------------------------------------------ | ---------------------------------------------------------------------- |
|                  | J. Mayer (M. Kitsyn, D. Corrente) — 8 min 1 s R. Flick (B. Flemming, M. D'Orazio) — 38 min 24 s (SN) J. Shugg — 59 min 25 s (CV) | 1-0 1-1 2-1 3-1  | A. Shaw (R. Mignardi, M. Stanisz) — 28 min | Arbitrage : Dominick Bédard et Matt Kirk Ryan Lachine et Jordan Browne |
| J. P. Anderson   | Gardiens | J. Binnington    |                                            | Arbitrage : Dominick Bédard et Matt Kirk Ryan Lachine et Jordan Browne |
| 16 min           | Pénalités | 26 min           |                                            | Arbitrage : Dominick Bédard et Matt Kirk Ryan Lachine et Jordan Browne |
| 28               | Tirs | 22               |                                            | Arbitrage : Dominick Bédard et Matt Kirk Ryan Lachine et Jordan Browne |

### Bris d'égalité
| 26 mai | Kootenay | 7-3 (0-2, 3-0, 4-1) | Owen Sound | Hershey Centre 4 916 spectateurs |

| Feuille de match | Feuille de match | Feuille de match                         | Feuille de match | Feuille de match                                                        |
| ---------------- | --- | ---------------------------------------- | --- | ----------------------------------------------------------------------- |
|                  | E. Benoit (J. Antilla, J. Dirk) — 27 min 48 s J. Antilla (C. Eakin) — 28 min 1 s (IN) M. Fraser (B. McNabb, M. Reinhart) — 31 min 14 s (SN) M. Fraser (D. Czerwonka) — 41 min 13 s (SN) C. Eakin (K. King) — 43 min 24 s M. Reinhart (M. Fraser) — 44 min 59 s (IN) C. Eakin (K. King, J. Leach) — 57 min 28 s (CV) | 0-1 0-2 1-2 2-2 3-2 4-2 5-2 6-2 6-3 7-3  | C. Brace (M. Halmo, A. Shaw) — 7 min 12 s J. Maidens (J. Blacker, A. Fritsch) — 18 min 45 s M. Halmo (A. Shaw, M. Petgrave) — 45 min 37 s (SN) | Arbitrage : Dave Lewis et Scott Ferguson Kevin Hastings et Jesse Wilmot |
| N. Lieuwen       | Gardiens | S. Stajcer J. Binnington (à 44 min 59 s) | | Arbitrage : Dave Lewis et Scott Ferguson Kevin Hastings et Jesse Wilmot |
| 16 min           | Pénalités | 20 min                                   | | Arbitrage : Dave Lewis et Scott Ferguson Kevin Hastings et Jesse Wilmot |
| 35               | Tirs | 31                                       | | Arbitrage : Dave Lewis et Scott Ferguson Kevin Hastings et Jesse Wilmot |

### Demi-finale
| 27 mai | Kootenay | 1-3 (0-1, 1-1, 0-1) | Mississauga | Hershey Centre 5 329 spectateurs |

| Feuille de match | Feuille de match                                    | Feuille de match | Feuille de match | Feuille de match                                                 |
| ---------------- | --------------------------------------------------- | ---------------- | --- | ---------------------------------------------------------------- |
|                  | J. Antilla (C. Eakin, M. Fraser) — 39 min 59 s (SN) | 0-1 0-2 1-2 1-3  | D. Smith-Pelly (S. Percy, M. Cantin) — 1 min 3 s (SN) D. Smith-Pelly (J. Mayer, M. D'Orazio) — 37 min 40 s C. DeSousa — 59 min 5 s (CV) | Arbitrage : Matt Kirk et Dave Lewis Jordan Browne et Sean Pindar |
| N. Lieuwen       | Gardiens                                            | J. P. Anderson   | | Arbitrage : Matt Kirk et Dave Lewis Jordan Browne et Sean Pindar |
| 12 min           | Pénalités                                           | 16 min           | | Arbitrage : Matt Kirk et Dave Lewis Jordan Browne et Sean Pindar |
| 29               | Tirs                                                | 26               | | Arbitrage : Matt Kirk et Dave Lewis Jordan Browne et Sean Pindar |

### Finale
| 29 mai | Mississauga | 1-3 (0-2, 1-0, 0-1) | Saint-Jean | Hershey Centre 5 429 spectateurs |

| Feuille de match | Feuille de match                              | Feuille de match | Feuille de match | Feuille de match                                                    |
| ---------------- | --------------------------------------------- | ---------------- | --- | ------------------------------------------------------------------- |
|                  | R. Brace (J. Shugg, C. Cizikas) — 34 min 41 s | 0-1 0-2 1-2 1-3  | S. Després — 2 min 24 s (IN) Z. Phillips (J. Huberdeau, M. Kirkpatrick) — 13 min 17 s J. Huberdeau (Z. Phillips, S. MacAulay) — 56 min 17 s | Arbitrage : Dominick Bédard et Matt Kirk Matt Traub et Ryan Lachine |
| J. P. Anderson   | Gardiens                                      | J. DeSerres      | | Arbitrage : Dominick Bédard et Matt Kirk Matt Traub et Ryan Lachine |
| 10 min           | Pénalités                                     | 12 min           | | Arbitrage : Dominick Bédard et Matt Kirk Matt Traub et Ryan Lachine |
| 35               | Tirs                                          | 25               | | Arbitrage : Dominick Bédard et Matt Kirk Matt Traub et Ryan Lachine |

## Statistiques

### Meilleurs pointeurs
| Joueur              | Équipe      | PJ | B | A | Pts | Pun |
| ------------------- | ----------- | -- | - | - | --- | --- |
| Andrew Shaw         | Owen Sound  | 4  | 2 | 5 | 7   | 16  |
| Matt Fraser         | Kootenay    | 5  | 4 | 2 | 6   | 2   |
| Jonathan Huberdeau  | Saint-Jean  | 4  | 3 | 3 | 6   | 4   |
| Cody Eakin          | Kootenay    | 5  | 3 | 3 | 6   | 4   |
| Devante Smith-Pelly | Mississauga | 5  | 3 | 3 | 6   | 4   |
| Max Reinhart        | Kootenay    | 5  | 1 | 5 | 6   | 2   |
| Tomas Jurco         | Saint-Jean  | 4  | 4 | 1 | 5   | 2   |
| Michael Kirkpatrick | Saint-Jean  | 3  | 1 | 4 | 5   | 4   |
| Mike Halmo          | Owen Sound  | 4  | 1 | 4 | 5   | 6   |
| Zack Phillips       | Saint-Jean  | 4  | 1 | 4 | 5   | 0   |

### Meilleurs gardiens
| Joueur                    | Équipe      | PJ | V | D | DP | Bl | Moy  | %Arr   |
| ------------------------- | ----------- | -- | - | - | -- | -- | ---- | ------ |
| Jordan Binnington         | Owen Sound  | 4  | 1 | 2 | 0  | 1  | 1,42 | 95,1 % |
| Jacob De Serres           | Saint-Jean  | 3  | 3 | 0 | 0  | 0  | 1,82 | 94,6 % |
| J. P. Anderson            | Mississauga | 5  | 3 | 2 | 0  | 0  | 2,02 | 92,9 % |
| Nathan Lieuwen            | Kootenay    | 5  | 2 | 3 | 0  | 0  | 3,18 | 89,0 % |
| Mathieu Corbeil-Thériault | Saint-Jean  | 1  | 0 | 1 | 0  | 0  | 4,81 | 88,9 % |

## Honneurs individuels
Cette section présente les meilleurs joueurs du tournoi.

### Trophées
- Trophée Stafford-Smythe (meilleur joueur) : Jonathan Huberdeau (Saint-Jean)
- Trophée George-Parsons (meilleur esprit sportif) : Marc Cantin (Mississauga)
- Trophée Hap-Emms (meilleur gardien) :  Jordan Binnington (Owen Sound)
- Trophée Ed-Chynoweth (meilleur buteur) :  Andrew Shaw (Owen Sound)

### Équipe d'étoiles
- Gardien : Jordan Binnington (Owen Sound)
- Défenseurs : Stuart Percy (Mississauga) et Nathan Beaulieu (Saint-Jean)
- Attaquants : Andrew Shaw (Owen Sound), Devante Smith-Pelly (Mississauga) et Jonathan Huberdeau (Saint-Jean)